# شاهی، اوتار پرادش
شاهی، اوتار پرادش (به انگلیسی: Shahi) یک منطقهٔ مسکونی در هند است که در Bareilly district واقع شده‌است.

## خصوصیات
شاهی ۱۳٬۸۹۸ نفر جمعیت دارد و ۱۷۱ متر بالاتر از سطح دریا واقع شده‌است.